# Fischhaut
Fischhaut bezeichnet als äußeres Hüllorgan die Haut von Fischen, aus der beispielsweise Fischleder gemacht wird.

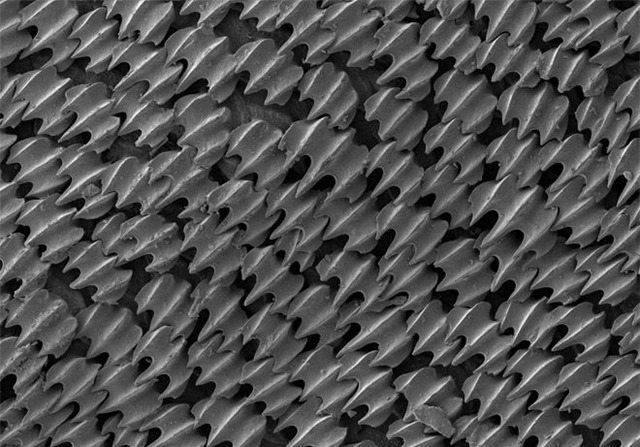
Oberflächenstruktur von Haileder in der Vergrößerung

Die Haut von Fischen kann schuppig, schleimig oder rau sein. Bei Salz- oder Süßwasserfischen hat die Fischhaut unterschiedliche Funktion für den Salzstoffwechsel und für die Osmoregulation. Die Haut von Fischen wie Lachs oder Aal ist für den Wechsel von Salz- und Süßwasser eingerichtet.

## Andere Bedeutungen
Fischhaut steht auch für Goldschlägerhaut, eine halbdurchsichtige, folienartige Schicht, die aus der Oberschicht von Rinderdärmen gewonnen wird. Ebenfalls als Fischhaut bekannt ist ein Oberflächenmuster, welches bei Griffen von Handfeuerwaffen zu Verwendung kommt und meist in Handarbeit durch Verschneidung mit „Fischhauteisen“ erzeugt wird.